# Clara Lüken
Clara Lüken (* 10. Oktober 1871 in Oldenburg (Oldb); † 27. November 1946 in Heiligenkirchen) war eine deutsche Studienrätin und lippische Landtagsabgeordnete (DVP).

## Leben
Clara Lüken war eines von fünf Kindern des Arztes Bernhard Adolf Lüken und seiner Gattin Maria Carolin geb. Böcking.
Lüken studierte in Göttingen und arbeitete danach als Oberlehrerin in Heiligenkirchen. 
Von 1906 bis 1921 war sie Leiterin des im Jahr zuvor gegründeten Lehrerinnenseminars in Detmold, anschließend war sie am Lippischen Lehrerseminar tätig. 
Am 30. November 1918 schaffte die provisorische lippische Revolutionsregierung das alte Dreiklassenwahlrecht ab und beschloss das aktive und passive Wahlrecht für alle Bürgerinnen und Bürger ab dem 20. Lebensjahr. Als erste weibliche Abgeordnete wurde 1919 Auguste Bracht in den Lippischen Landtag gewählt, am 29. November 1920 folgte Clara Lüken für den verstorbenen Adolf Meier. In der 1. Wahlperiode gehörte Lüken dem Lippischen Wahlverband an, von 1921 bis 1928 gehörte sie zur Fraktion der DVP. Danach schied sie aus dem Landtag aus.
Von den Nationalsozialisten wurde sie 1933 zur Pensionierung gedrängt.